# Rodman Wanamaker
Rodman Lewis „Rod“ Wanamaker (* 10. Oktober 1899 in Philadelphia, Pennsylvania; † 3. Februar 1976 in Southampton, New York) war ein US-amerikanischer Polospieler und Polizist.

## Erfolge
Rodman Wanamaker war der Enkel des Kaufmanns und Warenhausgründers Lewis Rodman Wanamaker. Er besuchte die Haverford School in Pennsylvania und studierte im Ausland. Im Ersten Weltkrieg diente Wanamaker als Pilot und bekleidete im Zweiten Weltkrieg den Rang eines Commanders der United States Navy. Später betrieb er eine Flugschule für Polizisten und war wesentlich dafür verantwortlich, dass das New York Police Department mit dem Einsatz von Helikoptern begann. Als stellvertretender New York City Police Commissioner überzeugte er den damaligen Bürgermeister Fiorello LaGuardia vom Wert der Helikopter, womit die Stadt die erste in den Vereinigten Staaten wurde, deren Polizei die Luftfahrzeuge verwendete.
Wanamaker betrieb intensiv den Polosport. Bei den Olympischen Spielen 1924 in Paris gehörte er zur US-amerikanischen Polomannschaft, die außerdem aus Elmer Boeseke, Tommy Hitchcock und Fred Roe bestand. Nach drei deutlichen Siegen gegen Frankreich, Spanien und Großbritannien mussten sie sich lediglich der argentinischen Mannschaft knapp mit 5:6 geschlagen geben, womit sie sich die Silbermedaille sicherten.
Er war viermal verheiratet und hinterließ zum Zeitpunkt seines Todes zwei Töchter sowie fünf Enkel.